# Plectromerus femoratus
Plectromerus femoratus är en skalbaggsart som först beskrevs av Fabricius 1793.  Plectromerus femoratus ingår i släktet Plectromerus och familjen långhorningar. Inga underarter finns listade i Catalogue of Life.